# Crazy Food USA – Wir frittieren (fast) alles!
Crazy Food USA – Wir frittieren (fast) alles! (Originaltitel: Carnival Eats) ist eine kanadische Fernsehserie. Die Erstausstrahlung erfolgte 2014 im kanadischen Food Network. Im deutschsprachigen Raum startete die Sendung 2016 auf BonGusto im Pay-TV, seit 2019 läuft die Serie frei empfangbar auf ProSieben Maxx.

## Inhalt
Moderator der Sendung ist der aus Kanada stammende Schauspieler Noah Cappe, der quer durch die Vereinigten Staaten und Kanada reist und Volksfeste und Jahrmärkte besucht. An verschiedenen Imbissständen probiert er die jeweiligen Fast-Food-Spezialitäten, die er gemeinsam mit den Betreibern zubereitet. Die getesteten Speisen, sowohl süße als auch herzhafte Kreationen, haben dabei alle gemeinsam, dass mindestens ein Teil des Gerichts frittiert wird.

## Episoden
Bisher (Stand Januar 2021) wurden 131 Folgen in acht Staffeln produziert.

## Hintergrund
Moderator Noah Cappe äußerte zum Thema Ernährung, dass er es auf keinen Fall empfehlen würde, sich regelmäßig nur von Fast Food zu ernähren, sondern dieses „in Maßen“ zu konsumieren.